# Marie Valerie von Österreich

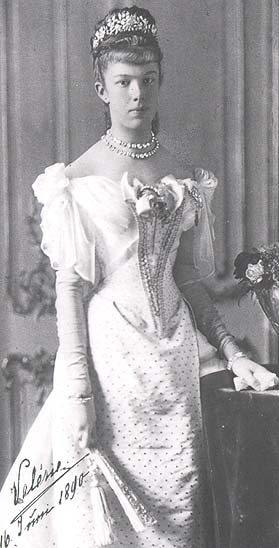
Erzherzogin Marie Valerie mit etwa 22 Jahren

Erzherzogin Marie Valerie Mathilde Amalie von Österreich (* 22. April 1868 in Ofen, Ungarn; † 6. September 1924 in Wallsee), ab April 1919 Marie Valerie Habsburg-Lothringen, war die jüngste Tochter des österreichisch-ungarischen Herrscherpaars Franz Joseph I. und Elisabeth.

## Leben

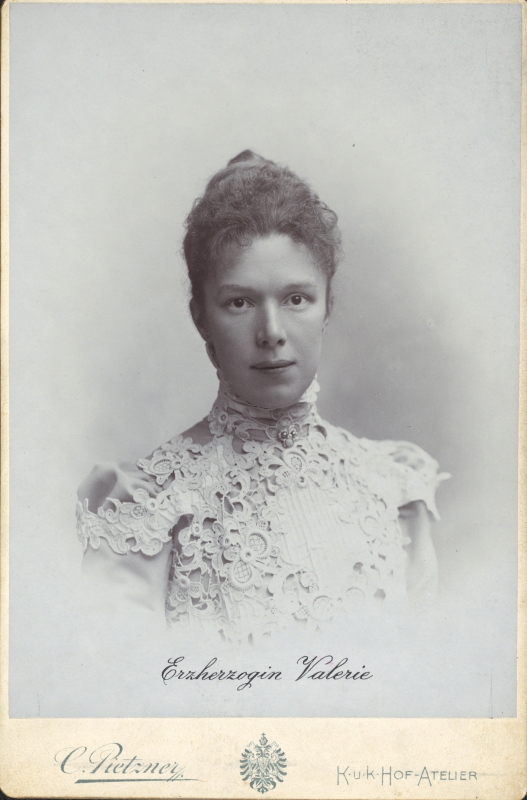
Erzherzogin Marie Valerie, Fotografie von Carl Pietzner, 1903.

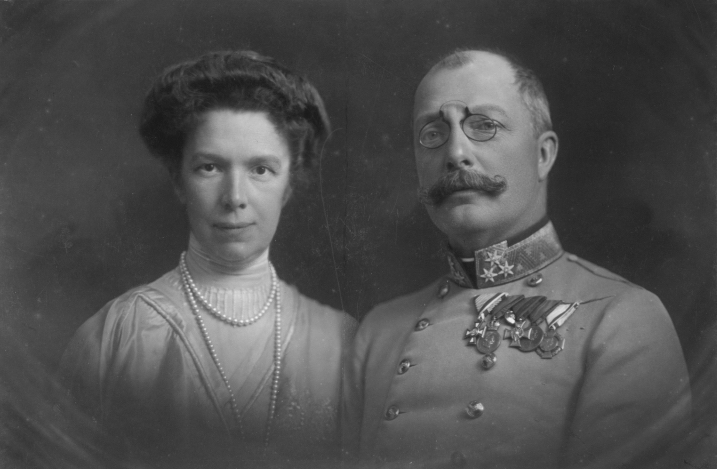
Marie Valerie und Franz Salvator (1912)

Marie Valerie wurde als viertes Kind des Kaiserpaars geboren, nachdem Elisabeth sich ein weiteres Kind gewünscht hatte, um mit der Schwangerschaft und der Geburt Ungarn ein Geschenk zu machen. Seit einigen Jahrhunderten war kein königliches Kind mehr in Ungarn geboren worden. Ein Junge hätte nach dem ersten ungarischen König und Nationalheiligen den Namen Stephan erhalten.
Marie Valerie blieb anders als ihre Geschwister in der Obhut ihrer Mutter und entwickelte sich zu ihrer Lieblingstochter. Im Umfeld des Kaiserhofes wurde sie deshalb oft als „die Einzige“ bezeichnet. In ihrer Kindheit und Jugend verband Marie Valerie eine enge Freundschaft mit ihrer Cousine, Herzogin Amelie in Bayern. Die beiden Mädchen bezeichneten sich gegenseitig als „Leibcousinen“. Zusammen mit ihrer Cousine Marie Louise von Larisch-Wallersee verbrachte sie viel Zeit in Ungarn, was ihr in der österreichischen Bevölkerung den Beinamen „das ungarische Kind“ einbrachte.
Dies wurde prägend, und entgegen den Absichten ihrer Mutter begann sie später alles Ungarische abzulehnen und sich mit ihrem Vater auf Deutsch zu unterhalten. Außer Ungarisch und Deutsch sprach sie Französisch, Englisch und Italienisch und liebte Musik und Kunst. Ein langjähriger Begleiter der Erzherzogin war der Afroösterreicher Rustimo, den ihre Mutter Elisabeth vom ägyptischen Vizekönig Ismael Pascha als Geschenk erhalten hatte.
Am 4. Juni 1882 wurde Marie Valerie in der Schlosskapelle Schönbrunn im Beisein ihrer Familie gefirmt. Auf einem Ball lernte sie 1886 Erzherzog Franz Salvator von Österreich-Toskana (1866–1939), Sohn von Karl Salvator von Österreich-Toskana (1839–1892), einen Cousin 3. Grades kennen, in den sie sich verliebte. Zu Weihnachten 1888 verlobten sich die beiden, am 31. Juli 1890 (im Jahr nach dem Suizid ihres Bruders Kronprinz Rudolf) heirateten sie in Bad Ischl. Anton Bruckner spielte dabei die Hans-Mauracher-Orgel der damaligen Hof-Pfarrkirche-Ischl. Er musste dafür Improvisationskizzen vorlegen und genehmigen lassen. Anlässlich der Hochzeit wurde die Muttergotteskirche in der Wiener Jacquingasse gestiftet, die heute noch als Pfarrkirche besteht. Danach zog das Paar nach Wels auf Schloss Lichtenegg. 1892 wurde die erste Tochter Elisabeth Franziska, genannt Ella, geboren. Erzieherin der Kinder war unter anderem Elsa Köhler. Der Ehe entstammten insgesamt zehn Kinder. Marie Valerie hielt auch nach ihrer Heirat engen Kontakt zu ihrem alternden Vater, der die ungezwungene Atmosphäre in der großen Familie seiner jüngsten Tochter sehr schätzte. Marie Valerie engagierte sich stark in verschiedenen Wohltätigkeitsvereinen.
Politisch geriet Marie Valerie ab den späten 1880er Jahren immer mehr ins deutschnationale Fahrwasser und erwog eine Auswanderung nach Deutschland. Ihrem Bräutigam redete sie mit folgenden, für eine habsburgische Kaisertochter überraschenden Argumenten zur Auswanderung zu: „Vor allem sind wir Deutsche, dann Österreicher und erst in 3. Linie Habsburger. Das Wohl des deutschen Vaterlandes muß uns vor allem am Herzen liegen - wenn es gedeiht, ists einerlei ob unter Habsburg oder Hohenzollern.“ Den Einwänden Franz Salvators entgegnete sie: „Darum hast Du Unrecht zu sagen, daß Du im Dienste Kaiser Wilhelms in fremden Diensten wärst. - Deutsch ist deutsch und das Vaterland geht vor die Familie.“ Damit stand sie in einem starken Gegensatz zu ihrem Bruder Rudolf, der ein betonter, ja fanatischer Österreicher war und in Wilhelm II. seinen Hauptwidersacher sah.
Die Ehe mit Franz Salvator, die anfangs harmonisch war, wurde mit der Zeit schlechter. Franz Salvator ließ sich mit anderen Frauen ein, so auch mit Prinzessin Stéphanie zu Hohenlohe-Waldenburg-Schillingsfürst. Mit ihr hatte er einen Sohn, den er noch zu Marie Valeries Lebzeiten anerkannte. Am 11. Juni 1895 kauften Marie Valerie und Franz Salvator das Schloss Wallsee vom damaligen Besitzer Herzog Alfred von Sachsen-Coburg und Gotha und ließen es vollständig renovieren. Nach Fertigstellung hielt das Paar am 4. September 1897 festlichen Einzug in das Schloss an der Donau. In Wallsee herrschte darüber großer Jubel, ging doch der Kaisertochter der Ruf großer Mildtätigkeit und Herzensgüte voraus. So wurde sie auch dort als Engel von Wallsee bezeichnet.
Nach der Ermordung ihrer Mutter Elisabeth erbte sie zwei Fünftel des Gesamtvermögens von 10 Millionen Gulden und die Hermesvilla, wobei Elisabeth testamentarisch ihrem Gatten Franz Joseph, der 1916 starb, ein lebenslanges Wohnrecht eingeräumt hatte. 1900 übernahm Marie Valerie Verpflichtungen für das Rote Kreuz, ließ Lazarette errichten und sorgte für Zuwendungen. Anders als ihre Mutter hielt sich Marie Valerie gerne in der Hermesvilla auf und bewohnte das Gebäude mit ihrer Familie von 1903 bis 1906. Im Jahr 1911 verkaufte sie die Hermesvilla an das Hofärar, das schon seit 1890 ein Vorkaufsrecht hatte.
Nach dem Untergang der Monarchie im Jahr 1918 änderte sich mit dem von der Republik Deutschösterreich erlassenen Adelsaufhebungsgesetz vom 3. April 1919 ihr Name auf Marie Valerie Habsburg-Lothringen. Auf Grund des „Gesetzes vom 3. April 1919 betreffend die Landesverweisung und die Übernahme des Vermögens des Hauses Habsburg-Lothringen“ (Habsburgergesetz) gab sie im Jahr 1920 gemäß § 2 ihre Erklärung ab „auf ihre Mitgliedschaft zu diesem Hause und auf alle aus ihr gefolgerten Herrschaftsansprüche ausdrücklich [zu verzichten] und sich als getreue Staatsbürger der Republik [zu bekennen]“. Dies hatte für sie nicht nur zur Folge, dass sie als österreichische Staatsbürgerin in Österreich bleiben durfte, sondern dass sie und ihre Nachkommen auch ihr habsburgisches Privatvermögen und damit das Schloss Wallsee behalten konnten.
1924 wurde bei Marie Valerie Habsburg Lymphdrüsenkrebs festgestellt. Sie starb am 6. September desselben Jahres und wurde in der Habsburgergruft an der östlichen Außenwand des Chores der Pfarrkirche Sindelburg beigesetzt.

## Ehrungen
Die 1895 errichtete und nach der Zerstörung 1944 im Jahr 2001 wiedereröffnete Maria-Valeria-Brücke über die Donau zwischen Esztergom und Štúrovo wurde nach der Erzherzogin benannt. In Klagenfurt gab es ein Marie-Valerie-Siechenheim (heute eine Handelsakademie); ob die Benennung nach ihr erfolgte, ist nicht bekannt. Auch in Baden wurde sie als Wohltäterin der Stadt mit der Benennung der Valeriegasse gewürdigt. In Bad Gastein wurde das Valeriehaus nach ihr benannt.

## Tagebücher
Die von Erzherzogin Marie Valerie geführten Tagebücher sind eine bedeutende Quelle für die Geschichte des österreichischen Kaiserhauses in der zweiten Hälfte des 19. Jahrhunderts. Auszüge aus ihren Tagebüchern wurden 1998 von Martha und Horst Schad ediert. Diese Edition beruht allerdings nicht auf den Originalen der Tagebücher, sondern auf Abschriften, die der Schriftsteller Richard Sexau angefertigt hat und die sich in dessen Nachlass befinden. Fälschlicherweise wird in der Edition angegeben, der Nachlass von Richard Sexau befinde sich im Bayerischen Hauptstaatsarchiv. Er wird aber in der Bayerischen Staatsbibliothek aufbewahrt. Wo sich die Tagebücher im Original befinden und ob diese erhalten geblieben sind, ist nach jetzigem Stand (2022) nicht bekannt.

## Nachkommen

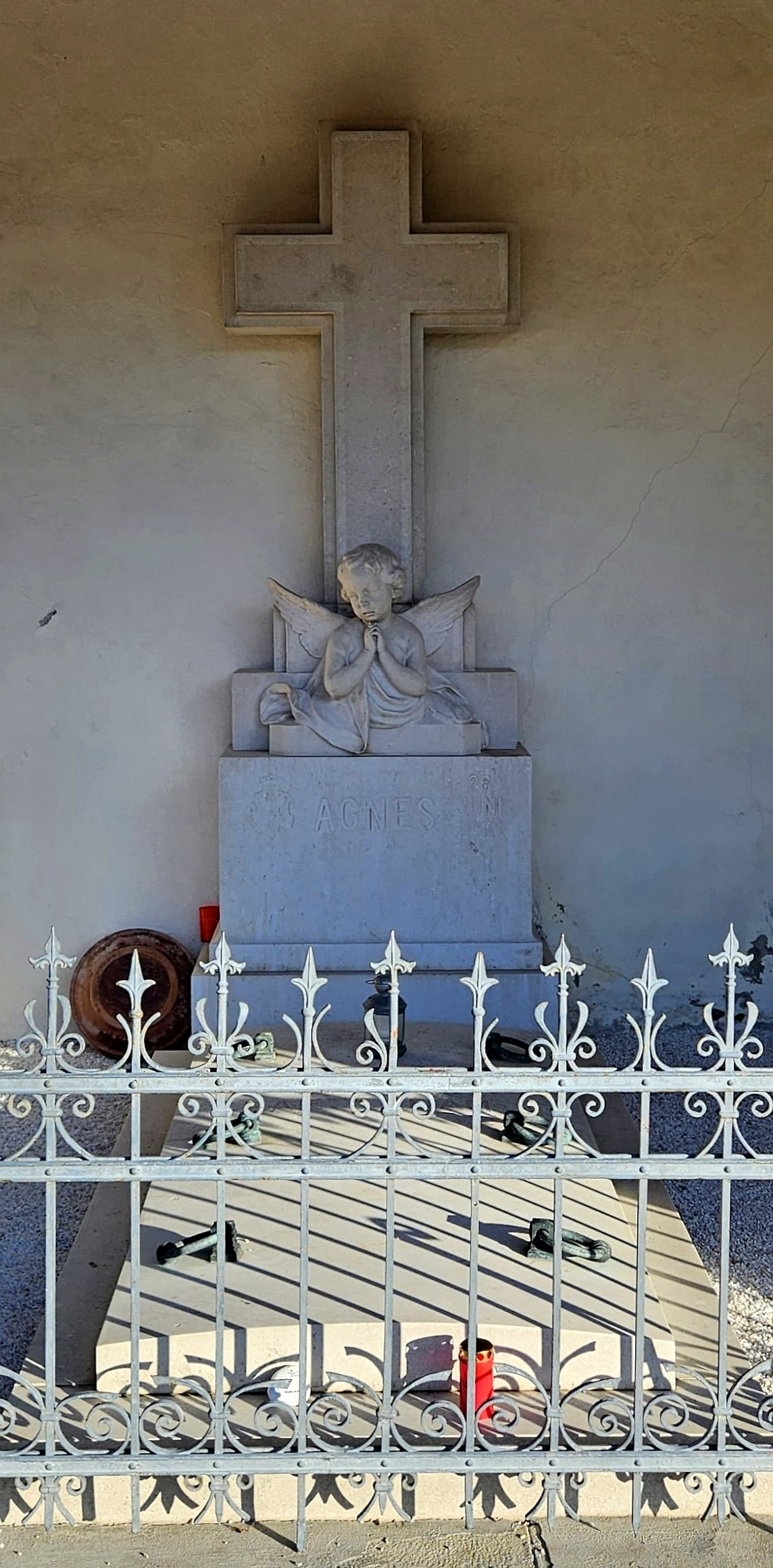
Grab von Marie Valeries 1911 frühverstorbener Tochter Erzherzogin Agnes auf dem Friedhof Bad Ischl

- Elisabeth Franziska von Österreich-Toskana, genannt Ella (Habsburg-Lothringen, 1892–1930) ⚭ Georg von Waldburg zu Zeil und Hohenems (1878–1955)
- Franz Karl von Österreich-Toskana (Habsburg-Lothringen, 1893–1918), ledig
- Hubert Salvator von Österreich-Toskana (Habsburg-Lothringen, 1894–1971) ⚭ Prinzessin Rosemary zu Salm-Salm (1904–2001)
- Hedwig von Österreich-Toskana (Habsburg-Lothringen, 1896–1970) ⚭ Bernhard Graf zu Stolberg-Stolberg (1881–1952)
- Theodor Salvator von Österreich-Toskana (Habsburg-Lothringen, 1899–1978) ⚭ Maria Theresa von Waldburg-Zeil-Trauchburg (1901–1967), Inhaber des Schlosses Wallsee[16]
- Gertrud von Österreich-Toskana (Habsburg-Lothringen, 1900–1962) ⚭ Georg von Waldburg zu Zeil und Hohenems (1878–1955), Witwer nach Ella von Österreich-Toskana (Habsburg-Lothringen, * 1892; † 1930)
- Maria von Österreich-Toskana (Habsburg-Lothringen, 1901–1936), ledig
- Clemens Salvator von Österreich-Toskana (Habsburg-Lothringen, 1904–1974) ⚭ Elisabeth Rességuier de Miremont (1906–2000), Namensänderung 1930 auf „Altenburg“
- Mathilde Maria Antonia Ignatia von Österreich-Toskana (Habsburg-Lothringen, 1906–1991)[17] ⚭ Ernst Hefel (1888–1974)
- Agnes von Österreich-Toskana (Habsburg-Lothringen, * † 26. Juni 1911)[18]

## Vorfahren
| Ahnentafel Marie Valerie von Österreich  | Ahnentafel Marie Valerie von Österreich                                                         | Ahnentafel Marie Valerie von Österreich                                                         | Ahnentafel Marie Valerie von Österreich                                                                                     | Ahnentafel Marie Valerie von Österreich                                                                                     | Ahnentafel Marie Valerie von Österreich                                                                     | Ahnentafel Marie Valerie von Österreich                                                                     | Ahnentafel Marie Valerie von Österreich                                                       | Ahnentafel Marie Valerie von Österreich                                                   |
| ---------------------------------------- | ----------------------------------------------------------------------------------------------- | ----------------------------------------------------------------------------------------------- | --- | --- | --- | --- | --------------------------------------------------------------------------------------------- | ----------------------------------------------------------------------------------------- |
| Ururgroßeltern                           | Kaiser Leopold II. (HRR) (1747–1792) ⚭ 1765 Maria Ludovica von Spanien (1745–1792)              | König Ferdinand IV. (Neapel) (1751–1825) ⚭ 1768 Maria Karolina von Österreich (1752–1814)       | Pfalzgraf Friedrich Michael von Pfalz-Birkenfeld (1724–1767) ⚭ 1746 Maria Franziska Dorothea von Pfalz-Sulzbach (1724–1794) | Pfalzgraf Friedrich Michael von Pfalz-Birkenfeld (1724–1767) ⚭ 1746 Maria Franziska Dorothea von Pfalz-Sulzbach (1724–1794) | Erbprinz Karl Ludwig von Baden (1755–1801) ⚭ 1774 Amalie von Hessen-Darmstadt (1754–1832)                   | Erbprinz Karl Ludwig von Baden (1755–1801) ⚭ 1774 Amalie von Hessen-Darmstadt (1754–1832)                   | Herzog Wilhelm in Bayern (1752–1837) ⚭ 1780 Maria Anna von Zweibrücken-Birkenfeld (1753–1824) | Herzog Ludwig Maria von Arenberg (1757–1795) ⚭ 1788 Anne de Mailly-Nesle (1766–1789)      |
| Urgroßeltern                             | Kaiser Franz II. (HRR) (1768–1835) ⚭ 1790 Maria Theresa von Neapel-Sizilien (1772–1807)         | Kaiser Franz II. (HRR) (1768–1835) ⚭ 1790 Maria Theresa von Neapel-Sizilien (1772–1807)         | König Maximilian I. Joseph (Bayern) (1756–1825) ⚭ 1797 Karoline Friederike Wilhelmine von Baden (1776–1841)                 | König Maximilian I. Joseph (Bayern) (1756–1825) ⚭ 1797 Karoline Friederike Wilhelmine von Baden (1776–1841)                 | König Maximilian I. Joseph (Bayern) (1756–1825) ⚭ 1797 Karoline Friederike Wilhelmine von Baden (1776–1841) | König Maximilian I. Joseph (Bayern) (1756–1825) ⚭ 1797 Karoline Friederike Wilhelmine von Baden (1776–1841) | Herzog Pius August in Bayern (1786–1837) ⚭ 1807 Amalie Luise von Arenberg (1789–1823)         | Herzog Pius August in Bayern (1786–1837) ⚭ 1807 Amalie Luise von Arenberg (1789–1823)     |
| Großeltern                               | Erzherzog Franz Karl von Österreich (1802–1878) ⚭ 1824 Sophie Friederike von Bayern (1805–1872) | Erzherzog Franz Karl von Österreich (1802–1878) ⚭ 1824 Sophie Friederike von Bayern (1805–1872) | Erzherzog Franz Karl von Österreich (1802–1878) ⚭ 1824 Sophie Friederike von Bayern (1805–1872)                             | Erzherzog Franz Karl von Österreich (1802–1878) ⚭ 1824 Sophie Friederike von Bayern (1805–1872)                             | Herzog Max Joseph in Bayern (1808–1888) ⚭ 1828 Ludovika Wilhelmine von Bayern (1808–1892)                   | Herzog Max Joseph in Bayern (1808–1888) ⚭ 1828 Ludovika Wilhelmine von Bayern (1808–1892)                   | Herzog Max Joseph in Bayern (1808–1888) ⚭ 1828 Ludovika Wilhelmine von Bayern (1808–1892)     | Herzog Max Joseph in Bayern (1808–1888) ⚭ 1828 Ludovika Wilhelmine von Bayern (1808–1892) |
| Eltern                                   | Kaiser Franz Joseph I. (1830–1916) ⚭ 1854 Elisabeth in Bayern (1837–1898)                       | Kaiser Franz Joseph I. (1830–1916) ⚭ 1854 Elisabeth in Bayern (1837–1898)                       | Kaiser Franz Joseph I. (1830–1916) ⚭ 1854 Elisabeth in Bayern (1837–1898)                                                   | Kaiser Franz Joseph I. (1830–1916) ⚭ 1854 Elisabeth in Bayern (1837–1898)                                                   | Kaiser Franz Joseph I. (1830–1916) ⚭ 1854 Elisabeth in Bayern (1837–1898)                                   | Kaiser Franz Joseph I. (1830–1916) ⚭ 1854 Elisabeth in Bayern (1837–1898)                                   | Kaiser Franz Joseph I. (1830–1916) ⚭ 1854 Elisabeth in Bayern (1837–1898)                     | Kaiser Franz Joseph I. (1830–1916) ⚭ 1854 Elisabeth in Bayern (1837–1898)                 |
| Marie Valerie von Österreich (1868–1924) |                                                                                                 |                                                                                                 | | | | |                                                                                               |                                                                                           |